# Michail Dimitrow
Michail Dimitrow, eigentlich Michail Dimitrow Dafinkitschew (bulgarisch Михаил Димитров; * 30. September 1881 in Tschuprene; † 6. Oktober 1966 in Sofia) war ein bulgarischer Historiker, Psychologe und Philosoph. 

## Leben
Er war von 1946 bis 1950 als Professor an der Universität Sofia tätig. Von 1949 bis 1956 hatte er die Funktion des Vizepräsidenten der Bulgarischen Akademie der Wissenschaften inne.
Ein Forschungsschwerpunkt betraf die Bulgarische Wiedergeburt und dabei insbesondere das Wirken Christo Botews, Wassil Lewskis und Ljuben Karawelows. Darüber hinaus befasste sich Dimitrow mit Fragen der experimentellen Psychologie und setzte sich kritisch mit den Auffassungen Sigmund Freuds auseinander.
Er wurde mit dem Dimitroffpreis ausgezeichnet.